# مونه‌تادا هوساکا
مونه‌تادا هوساکا (ژاپنی: 保坂 宗匡؛ زادهٔ ۱۲ مهٔ ۱۹۷۳) یک بازیکن فوتبال اهل ژاپن است.
از باشگاه‌هایی که در آن بازی کرده‌است می‌توان به باشگاه فوتبال جف یونایتد چیبا اشاره کرد.